# Anii 1250
Secole: Secolul al XII-lea - Secolul al XIII-lea - Secolul al XIV-lea
Decenii: Anii 1200 Anii 1210 Anii 1220 Anii 1230 Anii 1240 - Anii 1250 - Anii 1260 Anii 1270 Anii 1280 Anii 1290 Anii 1300
Ani: 1250 1251 1252 1253 1254 1255 1256 1257 1258 1259